# Lista episoadelor din Samurai Jack
Temele recurente sunt luptele lui Jack cu vânătorii de recompense, eliberarea populațiilor oprimate și căutarea unor căi de întoarcere în timp, tipic portaluri temporale sau cristale magice. Dar episoadele se caracterizează printr-o mare diversitate și originalitate. Uneori Jack explorează măruntaiele unui dragon, alteori rămâne fără sandale și încearcă tot felul de încălțări noi, alteori este transformat în cocoș, iar alteori nici nu apare. Pașii îl poartă pe Jack prin păduri, pe munți înzăpeziți, prin deșerturi, prin mlaștini, sub pământ, pe insule izolate, în adâncul mării, în Spațiu și chiar prin burta unui dragon. Jack întâlnește personaje atât de variate, precum niște gangsteri, un trib de maimuțe, niște cosmonauți sau triceraquinii de pe fundul mării.
Episoadele nu au fost difuzate cu titlu, cu două excepții (Nașterea Răului și Anotimpurile morții), astfel că în acest articol au fost alese titluri descriptive pentru a le desemna.

## Prezentare generală
| Sezonul | Sezonul | Episoade | Episoade | Premiera TV       | Premiera TV        | Premiera TV     |
| Sezonul | Sezonul | Episoade | Episoade | Prima transmisie  | Ultima transmisie  | Reţea           |
| ------- | ------- | -------- | -------- | ----------------- | ------------------ | --------------- |
|         | 1       | 13       | 13       | 10 august 2001    | 3 decembrie 2001   | Cartoon Network |
|         | 2       | 13       | 13       | 1 martie 2002     | 11 octombrie 2002  | Cartoon Network |
|         | 3       | 13       | 13       | 18 octombrie 2002 | 26 august 2003     | Cartoon Network |
|         | 4       | 13       | 13       | 14 iunie 2003     | 25 septembrie 2004 | Cartoon Network |
|         | 5       | 10       | 10       | 11 martie 2017    | 20 mai 2017        | Adult Swim      |

## Episoade

### Sezonul 1 (2001)
| Nr. în serial | Nr. în sezon | Titlu                                       | Titlul în limba română       | Regizat de                           | Scris și planificat de            | Data difuzării    |
| --- | ------------ | ------------------------------------------- | ---------------------------- | ------------------------------------ | --------------------------------- | ----------------- |
| 1 | 1            | „The Beginning”                             | Începutul                    | Genndy Tartakovsky                   | Paul Rudish și Genndy Tartakovsky | 10 august 2001    |
| Jack își desăvârșește educația. |              |                                             |                              |                                      |                                   |                   |
| 2 | 2            | „The Samurai Called Jack”                   | Un samurai pe nume Jack      | Genndy Tartakovsky                   | Paul Rudish și Genndy Tartakovsky | 10 august 2001    |
| Jack ajunge în viitor și cunoaște trei câini vorbitori. |              |                                             |                              |                                      |                                   |                   |
| 3 | 3            | „The First Fight”                           | Prima luptă                  | Genndy Tartakovsky                   | Paul Rudish și Genndy Tartakovsky | 10 august 2001    |
| Jack învinge armata de roboți trimisă de Aku și îi eliberează pe câini. |              |                                             |                              |                                      |                                   |                   |
| 4 | 4            | „Jack, the Woolies, and the Chritchellites” | Jack, blănoșii și criceliții | Randy Myers și Genndy Tartakovsky    | Chris Reccardi și Chris Mitchell  | 13 august 2001    |
| Jack eliberează poporul blănoșilor de sub tirania criceliților. |              |                                             |                              |                                      |                                   |                   |
| 5 | 5            | „Jack in Space”                             | Jack în Spațiu               | Rob Renzetti și Genndy Tartakovsky   | Charlie Bean și Carey Yost        | 27 august 2001    |
| Jack salvează un grup de oameni de știință de sub puterea lui Aku. |              |                                             |                              |                                      |                                   |                   |
| 6 | 6            | „Jack and the Warrior Woman”                | Jack și războinica           | Rob Renzetti și Genndy Tartakovsky   | Mike Manley și Genndy Tartakovsky | 19 noiembrie 2001 |
| Jack caută un cristal fermecat însoțit de o companioană misterioasă. Împreună străbat un deșert fabulos și depășesc obstacol după obstacol.                                           |              |                                             |                              |                                      |                                   |                   |
| 7 | 7            | „Jack and the Three Blind Archers”          | Jack și cei trei arcași orbi | Genndy Tartakovsky                   | Mark Andrews și Brian Andrews     | 20 august 2001    |
| Jack luptă cu trei arcași misterioși pentru a ajunge la o fântână magică. Punctul culminant este atins de efortul lui Jack de a-și reprezenta vizual sunetele naturii, legat la ochi. |              |                                             |                              |                                      |                                   |                   |
| 8 | 8            | „Jack vs. Mad Jack”                         | Jack contra lui Jack cel Rău | Randy Myers și Genndy Tartakovsky    | Chris Mitchell și Carey Yost      | 15 octombrie 2001 |
| Jack își înfruntă dublul negativat. Fundalul de un roșu aprins și efectele cromatice atrag atenția că nu este o luptă oarecare, ci însăși lupta apocaliptică dintre Bine și Rău.      |              |                                             |                              |                                      |                                   |                   |
| 9 | 9            | „Jack Under the Sea”                        | Jack în adâncul mării        | Rob Renzetti și Genndy Tartakovsky   | Chris Reccardi și Charlie Bean    | 3 septembrie 2001 |
| Jack îi absolvă pe triceraquini de pedeapsa primită de la Aku. |              |                                             |                              |                                      |                                   |                   |
| 10 | 10           | „Jack and the Lava Monster”                 | Jack și războinicul de lavă  | Robert Alvarez și Genndy Tartakovsky | Mike Manley                       | 12 octombrie 2001 |
| Jack eliberează un războinic viking de chinul unei existențe blestemate, deschizându-i drumul către Valhalla.                                                                         |              |                                             |                              |                                      |                                   |                   |
| 11 | 11           | „Jack and the Scotsman”                     | Jack și Scoțianul            | Rob Renzetti și Genndy Tartakovsky   | Mark Andrews și Bryan Andrews     | 29 octombrie 2001 |
| Jack îl întâlnește pe Scoțian. Cei doi se înfruntă cu vorba și cu sabia într-un duel memorabil.                                                                                       |              |                                             |                              |                                      |                                   |                   |
| 12 | 12           | „Jack and the Gangsters”                    | Jack și gangsterii           | Randy Myers și Genndy Tartakovsky    | Chris Reccardi                    | 26 noiembrie 2001 |
| Jack se înrolează într-o bandă mafiotă pentru a ajunge în preajma lui Aku. |              |                                             |                              |                                      |                                   |                   |
| 13 | 13           | „Aku's Fairy Tales”                         | Poveștile lui Aku            | Rob Renzetti și Genndy Tartakovsky   | Chris Mitchell și Carey Yost      | 3 decembrie 2001  |
| Aku adună toți copiii din oraș și le spune povești defăimătoare despre Jack. Povestea creată spontan de copii, în colaborare, dă naștere unui final apoteotic.                        |              |                                             |                              |                                      |                                   |                   |

### Sezonul 2 (2002)
| Nr. în serial | Nr. în sezon | Titlu                                  | Titlul în limba română     | Regizat de                                         | Scris și planificat de                      | Data difuzării     |
| --- | ------------ | -------------------------------------- | -------------------------- | -------------------------------------------------- | ------------------------------------------- | ------------------ |
| 14 | 1            | „Jack Learns to Jump Good”             | Jack învață să sară bine   | Randy Myers și Genndy Tartakovsky                  | Bryan Andrews și Brian Larsen               | 1 martie 2002      |
| Jack învață să sară bine de la un trib de maimuțe. Inocența și curiozitatea maimuțelor creează o atmosferă de bună dispoziție, iar singurul membru uman al tribului îi poartă lui Jack o afecțiune copleșitoare. |              |                                        |                            |                                                    |                                             |                    |
| 15 | 2            | „Jack Tales”                           | Trei povești cu Jack       | Rob Renzetti și Genndy Tartakovsky                 | Erik Wiese și Chris Mitchell                | 8 martie 2002      |
| Jack dezleagă ghicitoarea unui vierme uriaș, întâlnește o familie mâncătoare de metal și eliberează o zână din captivitatea unui gargui.                                                                         |              |                                        |                            |                                                    |                                             |                    |
| 16 | 3            | „Jack and the Smackback”               | Arena Morții               | Randy Myers și Genndy Tartakovsky                  | Chris Reccardi                              | 15 martie 2002     |
| Jack luptă ca gladiator într-o arenă. |              |                                        |                            |                                                    |                                             |                    |
| 17 | 4            | „Jack and the Scotsman II”             | Jack în Scoția             | Randy Myers și Genndy Tartakovsky                  | Mark Andrews                                | 22 martie 2002     |
| Jack îl ajută pe Scoțian să-și salveze nevasta de un demon. |              |                                        |                            |                                                    |                                             |                    |
| 18 | 5            | „Jack and the Ultra-robots”            | Jack și ultraroboții       | Rob Renzetti și Genndy Tartakovsky                 | Bryan Andrews și Brian Larsen               | 29 martie 2002     |
| Jack se luptă cu opt roboți aparent indestructibili. |              |                                        |                            |                                                    |                                             |                    |
| 19 | 6            | „Jack Remembers the Past”              | Amintiri                   | Rob Renzetti și Genndy Tartakovsky                 | Bryan Andrews și Brian Larsen               | 5 aprilie 2002     |
| Jack ajunge pe tărâmurile natale, unde ruinele construcțiilor de odinioară sunt acoperite de vegetație. Își amintește de: primul sărut, prima luptă la care a asistat și prima luptă câștigată.                  |              |                                        |                            |                                                    |                                             |                    |
| 20 | 7            | „Jack and the Monks”                   | Jack pe Muntele Destinului | Rob Renzetti și Genndy Tartakovsky                 | Chris Mitchell, Erik Wiese, și Charlie Bean | 12 aprilie 2002    |
| Jack urcă fenomenalul munte împreună cu trei călugări, biruind pe drum în trei bătălii, iar în final biruindu-și deznădejdea. Atingerea vârfului îi provoacă o revelație.                                        |              |                                        |                            |                                                    |                                             |                    |
| 21 | 8            | „Jack and the Farting Dragon”          | Jack și dragonul pârțâit   | Robert Alvarez și Genndy Tartakovsky               | Chris Reccardi și Aaron Springer            | 6 septembrie 2002  |
| Jack explorează măruntaiele unui dragon. |              |                                        |                            |                                                    |                                             |                    |
| 22 | 9            | „Jack and the Hunters”                 | Jack și vânătorii Imakandi | Robert Alvarez și Genndy Tartakovsky               | Genndy Tartakovsky                          | 13 septembrie 2002 |
| Jack este vânat de patru Imakandi, cei mai mari vânători din Univers. Jack nu le poate face față și fuge, dar este urmărit neîncetat. Nu există scăpare.                                                         |              |                                        |                            |                                                    |                                             |                    |
| 23 | 10           | „Jack vs. Demongo, the Soul Collector” | Jack contra lui Demongo    | Randy Myers și Genndy Tartakovsky                  | Mark Andrews                                | 20 septembrie 2002 |
| Jack îl înfruntă pe Demongo, colecționarul de suflete. |              |                                        |                            |                                                    |                                             |                    |
| 24 | 11           | „Jack Is Naked”                        | Jack în Țara Minunilor     | Randy Myers, Robert Alvarez, și Genndy Tartakovsky | Chris Reccardi și Aaron Springer            | 27 septembrie 2002 |
| Jack urmărește un iepure alb într-o lume subpământeană bizară. |              |                                        |                            |                                                    |                                             |                    |
| 25 | 12           | „Jack and the Spartans”                | Cei 301                    | Randy Myers și Genndy Tartakovsky                  | Bryan Andrews și Brian Larsen               | 4 octombrie 2002   |
| Jack ajută niște războinici să scape de asediul unor mașinării infernale. Jack luptă alături de regele lor, într-o demonstrație exemplară de colaborare și loialitate.                                           |              |                                        |                            |                                                    |                                             |                    |
| 26 | 13           | „Jack's Sandals”                       | Jack fără sandale          | Randy Myers, Robert Alvarez, și Genndy Tartakovsky | Paul Rudish și Charlie Bean                 | 11 octombrie 2002  |
| Niște derbedei îi rup sandalele și Jack probează tot felul de încălțări, pentru a ajunge la concluzia că tot niște sandale de lemn sunt cele mai potrivite.                                                      |              |                                        |                            |                                                    |                                             |                    |

### Sezonul 3 (2003)
| Nr. în serial | Nr. în sezon | Titlu                                           | Titlul în limba română                         | Regizat de                           | Scris și planificat de           | Data difuzării    |
| --- | ------------ | ----------------------------------------------- | ---------------------------------------------- | ------------------------------------ | -------------------------------- | ----------------- |
| 27 | 1            | „Chicken Jack”                                  | Cocoșul Jack                                   | Robert Alvarez și Genndy Tartakovsky | Chris Reccardi și Aaron Springer | 18 octombrie 2002 |
| Jack este transformat într-un cocoș de către un vrăjitor și pus să lupte cu alte creaturi, într-o arenă.                                                                                                 |              |                                                 |                                                |                                      |                                  |                   |
| 28 | 2            | „Jack and the Rave”                             | Muzica lui Aku                                 | Randy Myers și Genndy Tartakovsky    | Chris Mitchell și Erik Wiese     | 1 noiembrie 2002  |
| Jack salvează copiii dintr-un sat de muzica lui Aku, care le luase mințile. |              |                                                 |                                                |                                      |                                  |                   |
| 29 | 3            | „The Good, the Bad, and the Beautiful”          | Bunul, răul și frumoasa                        | Robert Alvarez și Genndy Tartakovsky | Paul Rudish și Charlie Bean      | 8 noiembrie 2002  |
| Jack se luptă cu un tâlhar pistolar și soția lui. Atmosfera evocă un Vest Sălbatic tehnologizat. |              |                                                 |                                                |                                      |                                  |                   |
| 30 | 4            | „Jack and the Zombies”                          | Jack în cimitir                                | Genndy Tartakovsky                   | Bryan Andrews și Brian Larsen    | 25 octombrie 2002 |
| Jack îl înfruntă pe Aku și propria sabie. Imagini apocaliptice revelează transcendența Răului. |              |                                                 |                                                |                                      |                                  |                   |
| 31 | 5            | „Jack in Egypt”                                 | Jack contra slujitorilor lui Seth              | Chris Savino și Genndy Tartakovsky   | Bryan Andrews și Brian Larsen    | 22 noiembrie 2002 |
| Jack înfruntă trei demoni antici resuscitați de Aku. |              |                                                 |                                                |                                      |                                  |                   |
| 32 | 6            | „Jack and the Traveling Creatures”              | Jack în Țara Moon                              | Randy Myers și Genndy Tartakovsky    | Genndy Tartakovsky și Erik Wiese | 26 aprilie 2003   |
| Jack întreprinde o călătorie inițiatică, călăuzit succesiv de trei animale fabuloase până la un portal temporal. Jack pierde lupta cu paznicul portalului, dar un viitor predestinat se lasă întrezărit. |              |                                                 |                                                |                                      |                                  |                   |
| 33 | 7            | „Jack and the Creature”                         | Jack și creatura albastră                      | Robert Alvarez și Genndy Tartakovsky | Chris Reccardi și Aaron Springer | 3 mai 2003        |
| Jack este hărțuit de o creatură buclucașă. |              |                                                 |                                                |                                      |                                  |                   |
| 34 | 8            | „Jack and the Swamp Monster”                    | Jack și eremitul din mlaștină                  | Randy Myers și Genndy Tartakovsky    | Paul Rudish și Charlie Bean      | 10 mai 2003       |
| Jack se asociază cu un eremit pentru recuperarea unor artefacte străvechi. |              |                                                 |                                                |                                      |                                  |                   |
| 35 | 9            | „Jack and the Haunted House”                    | Jack și casa bântuită                          | Randy Myers și Genndy Tartakovsky    | Chris Reccardi și Aaron Springer | 17 mai 2003       |
| Jack învinge demonul unei case bântuite, salvând astfel familia unei fetițe. Lupta cu demonul se poartă pe un tărâm spiritual, figurat schematic și tremurat.                                            |              |                                                 |                                                |                                      |                                  |                   |
| 36 | 10           | „Jack, the Monks, and the Ancient Master's Son” | Jack și călugării șaolin                       | Randy Myers și Genndy Tartakovsky    | Bryan Andrews și Brian Larsen    | 31 mai 2003       |
| Doi călugări șaolin îl ajută pe Jack să ajungă la un portal temporal. |              |                                                 |                                                |                                      |                                  |                   |
| 37-38 | 11-12        | „The Birth of Evil”                             | Nașterea Răului Nașterea Răului, partea a II-a | Robert Alvarez și Genndy Tartakovsky | Don Shank și Genndy Tartakovsky  | 16 august 2003    |
| Nașterea Răului - O părticică din Răul cosmic ajunge pe Pământ și capătă conștiință. Nașterea Răului, partea a II-a - Un împărat (tatăl lui Jack) învinge Răul cu ajutorul unei săbii magice.            |              |                                                 |                                                |                                      |                                  |                   |
| 39 | 13           | „Jack and the Labyrinth”                        | Jack și hoțul în piramidă                      | Robert Alvarez și Genndy Tartakovsky | Don Shank                        | 26 august 2003    |
| Jack și un hoț concurează la furtul unui cristal dintr-o piramidă. |              |                                                 |                                                |                                      |                                  |                   |

### Sezonul 4 (2003–2004)
| Nr. în serial | Nr. în sezon | Titlu                                                           | Titlul în limba română              | Regizat de                                                                      | Scris și planificat de                               | Data difuzării     |
| --- | ------------ | --------------------------------------------------------------- | ----------------------------------- | ------------------------------------------------------------------------------- | ---------------------------------------------------- | ------------------ |
| 40 | 1            | „Samurai vs. Ninja”                                             | Samurai contra ninja                | Robert Alvarez, Randy Myers, și Genndy Tartakovsky                              | Bryan Andrews și Brian Larsen                        | 14 iunie 2003      |
| Jack se luptă cu un asasin ninja, trimis de Aku. |              |                                                                 |                                     |                                                                                 |                                                      |                    |
| 41 | 2            | „Robo-Samurai vs. Mondo-Bot”                                    | Robo-samurai contra Mondo-bot       | Randy Myers și Genndy Tartakovsky                                               | Bryan Andrews, Brian Larsen, Jim Smith și Erik Wiese | 21 iunie 2003      |
| Jack controlează un costum de samurai gigantic pentru a lupta cu un robot enorm pus pe distrugere. |              |                                                                 |                                     |                                                                                 |                                                      |                    |
| 42 | 3            | „Samurai vs. Samurai”                                           | Samurai contra samurai              | Robert Alvarez și Genndy Tartakovsky                                            | Chris Reccardi și Aaron Springer                     | 28 iunie 2003      |
| Jack îi dă o lecție de conduită unui negru lăudăros. |              |                                                                 |                                     |                                                                                 |                                                      |                    |
| 43 | 4            | „The Aku Infection”                                             | Infecția Aku                        | Randy Myers și Genndy Tartakovsky                                               | Paul Rudish și Charlie Bean                          | 5 noiembrie 2003   |
| Jack este cuprins de o infecție malefică, de care se poate videca numai prin puterea spiritului. |              |                                                                 |                                     |                                                                                 |                                                      |                    |
| 44 | 5            | „The Princess and the Bounty Hunters”                           | Prințesa și vânătorii de recompense | Robert Alvarez și Genndy Tartakovsky                                            | Bryan Andrews și Brian Larsen                        | 12 noiembrie 2003  |
| Câțiva vânători de recompense renumiți se aliază sub comanda unei prințese războinice pentru a-l ataca pe Jack. Fiecare personaj are propria personalitate, propriul plan și propria motivație, ca urmare, tensiunile din cadrul echipei sunt inerente. Lupta este precedată de un suspans prelungit și are o desfășurare fulgerătoare. |              |                                                                 |                                     |                                                                                 |                                                      |                    |
| 45-46 | 6-7          | „The Scotsman Saves Jack”                                       | Amnezia Amnezia, partea a II-a      | Randy Myers și Genndy Tartakovsky (partea I) Genndy Tartakovsky (partea a II-a) | Bryan Andrews și Brian Larsen                        | 23 august 2003     |
| Partea I – Scoțianul îl recunoaște pe Jack înrolat picol pe un vapor, cu mintea rătăcită, și pornește cu el în căutarea minților pierdute. Partea a II-a – Jack își recapătă mințile furate de cântecul unor sirene. |              |                                                                 |                                     |                                                                                 |                                                      |                    |
| 47 | 8            | „Jack and the Flying Prince and Princess (The Winged Children)” | Jack și prinții înaripați           | Chris Savino și Genndy Tartakovsky                                              | Paul Rudish                                          | 19 noiembrie 2003  |
| Jack ajută niște prinți de pe altă planetă să scape de roboții lui Aku și să se întoarcă la ei acasă. |              |                                                                 |                                     |                                                                                 |                                                      |                    |
| 48 | 9            | „Jack vs. Aku”                                                  | Jack contra lui Aku                 | Robert Alvarez și Genndy Tartakovsky                                            | Chris Reccardi și Aaron Springer                     | 24 noiembrie 2003  |
| Aku îl provoacă pe Jack la o luptă dreaptă. |              |                                                                 |                                     |                                                                                 |                                                      |                    |
| 49 | 10           | „Seasons of Death”                                              | Anotimpurile morții                 | Randy Myers și Genndy Tartakovsky                                               | Bryan Andrews și Mark Andrews                        | 25 septembrie 2004 |
| Jack înfruntă pericolele mortale ale fiecărui anotimp în parte. |              |                                                                 |                                     |                                                                                 |                                                      |                    |
| 50 | 11           | „Tale of X-9”                                                   | Povestea lui X9                     | Genndy Tartakovsky                                                              | Bryan Andrews și Genndy Tartakovsky                  | 25 septembrie 2004 |
| Un robot cu sentimente dintr-o generație mai veche își povestește viața. Atmosfera este tipică unui film noir. |              |                                                                 |                                     |                                                                                 |                                                      |                    |
| 51 | 12           | „Young Jack in Africa”                                          | Micul Jack în Africa                | Robert Alvarez și Genndy Tartakovsky                                            | Jim Smith, Erik Wiese, și Genndy Tartakovsky         | 25 septembrie 2004 |
| Jack este găzduit de un trib african, de la care învață să lupte și pe care apoi îl salvează de un trib războinic vecin. |              |                                                                 |                                     |                                                                                 |                                                      |                    |
| 52 | 13           | „Jack and the Baby”                                             | Jack și bebelușul                   | Robert Alvarez și Genndy Tartakovsky                                            | Paul Rudish și Genndy Tartakovsky                    | 25 septembrie 2004 |
| Jack salvează un bebeluș din mâna unor mâncători de copii și apoi are grijă de el. |              |                                                                 |                                     |                                                                                 |                                                      |                    |

### Sezonul 5 (2017)
| Nr. în serial | Nr. în sezon | Titlu    | Regizat de         | Scris și planificat de               | Povestea de                                            | Data difuzării  | S.U.A telespectatori (milioane) |
| ------------- | ------------ | -------- | ------------------ | ------------------------------------ | ------------------------------------------------------ | --------------- | ------------------------------- |
| 53            | 1            | „XCII”   | Genndy Tartakosvky | Bryan Andrews și Genndy Tartakovsky  | Darrick Bachman, Bryan Andrews și Genndy Tartakovsky   | 11 martie 2017  | 1,55                            |
| 54            | 2            | „XCIII”  | Genndy Tartakosvky | Bryan Andrews și Genndy Tartakovsky  | Darrick Bachman, Bryan Andrews și Genndy Tartakovsky   | 18 martie 2017  | 1.30                            |
| 55            | 3            | „XCIV”   | Genndy Tartakovsky | David Krentz și Genndy Tartakovsky   | Darrick Bachman, Bryan Andrews și Genndy Tartakovsky   | 25 martie 2017  | 1.35                            |
| 56            | 4            | „XCV”    | Genndy Tartakovsky | Genndy Tartakovsky                   | Darrick Bachman, Bryan Andrews și Genndy Tartakovsky   | 8 aprilie 2017  | 1.33                            |
| 57            | 5            | „XCVI”   | Genndy Tartakovsky | Bryan Andrews și Genndy Tartakovsky  | Darrick Bachman, Bryan Andrews și Genndy Tartakovsky   | 15 aprilie 2017 | 1.29                            |
| 58            | 6            | „XCVII”  | Genndy Tartakovsky | Genndy Tartakovsky                   | Darrick Bachman, Bryan Andrews, and Genndy Tartakovsky | 22 aprilie 2017 | 1.33                            |
| 59            | 7            | „XCVIII” | Genndy Tartakovsky | Bryan Andrews and Genndy Tartakovsky | Darrick Bachman, Bryan Andrews și Genndy Tartakovsky   | 29 aprilie 2017 | 1.30                            |
| 60            | 8            | „XCIX”   | Genndy Tartakovsky | Genndy Tartakovsky                   | Darrick Bachman, Bryan Andrews și Genndy Tartakovsky   | 6 mai 2017      | 1.36                            |
| 61            | 9            | „C”      | Genndy Tartakovsky | Bryan Andrews și Genndy Tartakovsky  | Darrick Bachman, Bryan Andrews și Genndy Tartakovsky   | 13 mai 2017     | 1.33                            |
| 62            | 10           | „CI”     | Genndy Tartakovsky | Bryan Andrews și Genndy Tartakovsky  | Darrick Bachman, Bryan Andrews și Genndy Tartakovsky   | 20 mai 2017     | 1.46                            |